# 独立新闻在线
独立新闻在线，是马来西亚一个网络新闻媒体，于2005年8月31日创立。内容包含政治、社会、经济和国际议题，其读者群除马来西亚之外，也包括新加坡、台湾、英国、美国、澳洲、中国、瑞典及加拿大等地。2011年5月，Alexa评为马来西亚中文媒体网站排行榜中第4位，全国网站排名之中排名205位，每日平均约三万人次点击到访。2012年8月31日，因商业理由宣布无限期停刊。

## 创刊历史
《独立新闻在线》网站的筹备工作在2005年6月开始启动，网站在8月10日正式开通、于8月31日国庆日在隆雪华堂举行了推介礼。创设人是启智新闻事业社行政总裁饶仁毅，他是有感于马华公会收购南洋报业控股、砂拉越木材大亨张晓卿参与垄断西马半岛的中文报业后，对华人社会的舆论单元化现象日益显著，中文报章越来越明目张胆封锁不利执政党的讯息（尤其是中文教育的议题），及制造偏颇论述，因此设想创建一个新的言论渠道，一方面让中文报章刻意避开的议题有新出口，另一方面也能对中文报章营造的似是而非的论述提出不同的看法。不过，饶仁毅最初的构想并不是经营新闻网站，而是要出版政论杂志之类的印刷媒体，但是顾及出版杂志必须受制于国内安全部（必须每年重新申请出版准证）、印刷成本及发行难度之后，才敲定以新闻网站的形式落实这项异议媒体方案。
自2005年8月10日上线后，《独立新闻在线》的浏览人次大幅度跃升。首页每日浏览人次由8月15日的563人次，锐增到8月30日的1262人次；每日点击率由8月15日的4万8726次，增加到8月30日的9万4410，在短短16天内，浏览数目增加了近一倍。
2006年，《独立新闻在线》每日平均页面浏览量超过10万次，每日浏览人数为8千人，其中马来西亚浏览的读者占了43巴仙。在Alexa世界网络上排名8万518名。《独立新闻在线》也尝试开拓不同性质的业务――广告、卖网站、卖书等赚取收入。
2009年7月，《独立新闻在线》增设马来文版本，以促进多元文化的交流，主编辑由林宏祥担任。
2011年5月19日，《独立新闻在线》因赞助人宣布不再注资面临停刊危机，导致网站成员开始发动一系列筹集经费活动和策略自救。网站在同年5月20日公布的开支详情中，显示10名员工的薪金合计35000零吉。6月8日，饶仁毅将启智新闻事业社的49%股权让出《独立新闻在线》，并辞去总裁职位；而总编辑庄迪澎也宣布辞职，将网站交由职员自行打理，由中文版主编陈慧思接任总编辑职务。8月2日，《独立新闻在线》再次陷入经费困顿与人力短缺的煎熬，表明虽然努力地开源节流，将每个月6万余零吉的开销降低到5万零吉，并且连月奔走寻找投资者和赞助人，还是没法找到合适的投资者。而读者的捐款只能应付4个月的开销，后来的订阅收入又仅能承担一半的开销。10月3日，《当今大马》中文版和《独立新闻在线》开始推出联合订阅计划，以寻求继续经营。
2012年8月2日，《独立新闻在线》董事会正式向外宣布，决定在2012年8月31日起无限期停刊。同时提出将读者的订阅计划转移至《当今大马》英文版和退款的建议。
2012年8月31日，《独立新闻在线》在国庆日正式停刊。

## 规模
《独立新闻在线》初期是由一群马来西亚事业有成的华裔商家集资100万零吉作为首创两年开支的小规模团体。在经营的六年间，一直是由启智新闻事业社行政总裁饶仁毅负责筹集经费和依賴不願具名的出資者維持网站经营。网站创建时，员工只有五人（总编辑加四名记者），一年后才逐步填补了营业经理、营业执行员及网站开发员等业务人员的空缺，并增加记者人数。在停刊之际，《独立新闻在线》团队共有10人。
因为经费问题，《独立新闻在线》的团队经常是一人身兼多职，例如记者要兼任摄影、筛选新闻图片的工作，编辑除了审稿，写稿、译稿、答复读者来函，甚至也要裁减新闻图片。

### 历任总编辑
- 庄迪澎一2005年至2011年
- 陈慧思一2011年至2012年

## 报导风格
《独立新闻在线》的定位称为「异议新闻工作」（contentious journalism）――这是立意要挑战强大利益集团试图经由主流媒体建构与维持的共识，以传达中文报章不敢写、不愿传达的新闻、意见和评论。 因此，《独立新闻在线》经常在专访或记者会上提出尖锐的问题，而且也以鲜明的脉络及尖锐的笔触撰述分析报道和评论。
在编辑方针与采写风格方面，《独立新闻在线》也有意识地挑战中文报业的传统做法，例如：人名不写头衔（“卫生部长蔡细历”而不是“卫生部长拿督斯里蔡细历医生”、“林良实”而不是“敦林良实医生”），以消解公众和新闻人物之间的悬殊地位的意识；以“在野党”称呼未執政的政黨，而不是中文报业所用的“反对党”，以中和执政党多年来刻意营造的“反对党为反对而对”的偏见。
《独立新闻在线》的采访也有一定的政治阻挠，即设立新闻网站并不需要根据《1984年印刷机与出版法令》申请出版准证，也无从申请，因为互联网不属于国内安全部的权限，而管辖互联网事务的能源、水源与通讯部则无权核发新闻出版准证。但马来西亚政府执行的记者登记制，规定媒体必须为他们的记者申请新闻部的记者认证时，必须附上出版准证，使得《独立新闻在线》的记者都未能得到认证。由于缺乏认证，《独立新闻在线》无法采访国会新闻，甚至执政党巫统的年度代表大会，也不能“合法”进入采访。此外，虽然创刊时曾致函通知各政府部会寄发新闻通告，但是只有少数政府部会会主动寄来新闻通告等材料。

## 相关事件

### 被马华公会指控持政治立場
2005年10月29日，《独立新闻在线》向马华公会终身学习运动执行主任郭义民表示抗議。郭義民10月28日在《南洋商报》的一期专栏里，聲稱《独立新闻在线》是由人民公正党发起的新闻网站。《独立新闻在线》要求郭义民公開道歉，聲稱郭義民的言論是对《独立新闻在线》的错误、毫无根据的陈述。郭义民于10月31日将矛头指向《独立新闻在线》行政总裁饶仁毅曾是民主行动党和现任公正党员的身份，引起饶仁毅隔日亲自发文澄清，强调党员身份背景不代表其新闻网站的立场。

### 被行动党杯葛
2007年，《独立新闻在线》因刊登了一篇 《扶持魏淙贤取代巫程豪？》 的评论文章，遭到民主行动党长期杯葛，不再提供新闻通告等材料。《当今大马》专栏作家赖昭光对此评论，行动党领袖多次高调表明反对压抑马来西亚的新闻自由，结果却是马来西亚第一个杯葛网络媒体的政党，第一个杯葛中文网络媒体的政党，第一个杯葛中文网络媒体的“华人党”。赖昭光引述英国剑桥大学著名学者阿克顿勋爵的名言「权力使人腐败，绝对权力绝对使人腐败」。他在最后结论称：「一个只能靠华人选票生存的政党，比靠马来选票生存的马华公会更有勇气“打压”逆境求存的中文网络媒体」。

### 不获准采访首相署
2009年4月9日，时任首相纳吉·阿都拉萨上任6天后召开首场新闻发布会宣读新内阁名单，会上允许国内外媒体采访，但拒绝接受记者的任何提问，而《獨立新聞在線》是唯一遭首相署办公室下令禁止采访的网络媒体。总编辑庄迪澎隔日致函首相署，要求说明禁止采访记者会的原因，但未获得答复。非政府组织独立新闻中心（CIJ）与维护媒体独立撰稿人联盟（WAMI）对此发表联合声明，批评纳吉自毁公信力。声明指出，《独立新闻在线》因日前刊登了一些评论，批评了《中国报》与《星洲日报》针对纳吉的正面报道，亦强调禁止记者采访已违反媒体自由的原则。

## 争议

### 封杀新闻
2012年5月22日，《星洲日报》指控中文版《当今大马》和《独立新闻在线》不报导星洲对马华公会前总会长林良实于该年5月14日的个人访谈，并批评网媒长期躲在正义的光环下，遇到真正情况考验，却是讲一套做一套，难掩口是心非虚伪嘴脸。